# Кастелно (замък)
Замъкът Кастелно (на фр. Château de Castelnaud) се намира в община Кастелно-Ла-Шапел в департамента Дордон във Франция. За пръв път е споменат в историческите извори през 13 в. През 1214 г. е превзет от Симон IV дьо Монфор, окупиран е от англичаните през 15 в. по време на Стогодишната война, а през 19 в. е превърнат в каменоломна.
- изглед отдалече

## Средновековен оръжеен музей
Днес в замъка има музей на средновековни военни оръжия. В колекцията на музея са събрани 250 предмети от XIII—XVII век, използвани при европейските войни (шпаги, алебарди, метални доспехи, арбалети, артилерийски оръдия), реконструкции на обсадни оръдия, а така също и предмети от обстановкиата. Експонатите от колекцията са представени в различни помещения на замъка – зала на артилерията, етажни коридори, фехтовална зала, зала на моделите, видеозала, открита галерия, оръжеен склад.
- Възстановка на средновековната артилерия в замъка
- оръжие